# Liste der Monuments historiques in Eoux
Die Liste der Monuments historiques in Eoux führt die Monuments historiques in der französischen Gemeinde Eoux auf.

## Liste der Bauwerke
| Bezeichnung       | Beschreibung                  | Standort | Kennzeichnung | Schutzstatus | Datum | Bild |
| ----------------- | ----------------------------- | -------- | ------------- | ------------ | ----- | ---- |
| Kirche St-Germier | Erbaut ab dem 14. Jahrhundert | (Lage)   | PA00094327    | Inscrit      | 1974  |      |